# Chriodes uttara
Chriodes uttara är en stekelart som beskrevs av Gupta och Maheshwary 1974. Chriodes uttara ingår i släktet Chriodes och familjen brokparasitsteklar. Inga underarter finns listade i Catalogue of Life.